# Tylomyinae
De Tylomyinae zijn een onderfamilie van de familie Cricetidae, die behalve de Tylomyinae onder andere de woelmuizen en hamsters omvat. Deze onderfamilie leeft voornamelijk in Midden-Amerika. Ze werd vroeger als deel van de Sigmodontinae gezien. De onderfamilie omvat tien soorten in vier geslachten en twee tribus.
De onderfamilie omvat middelgrote, in bomen levende knaagdieren. De staart is iets langer dan de kop-romplengte. Alle soorten hebben 0+2=4 mammae. Zoals veel in bomen levende knaagdieren hebben ze korte, brede achtervoeten.
Deze dieren werden eerst in de Oryzomyini geplaatst, maar latere onderzoeken plaatsten ze als een oude groep binnen de Neotominae. Nog later werd het duidelijk dat ze een aparte groep zijn, niet nauw verwant aan de Sigmodontinae zelf of de Neotominae. Musser & Carleton (2005) vatten de taxonomische geschiedenis van deze vormen samen, gaven een morfologische definitie van de onderfamilie en wezen erop dat het nog allerminst duidelijk is of de twee groepen binnen de onderfamilie (Nyctomys-Otonyctomys en Ototylomys-Tylomys) wel nauw verwant zijn.
- Tribus Nyctomyini Musser & Carleton, 2005
  - Geslacht Nyctomys
    - Nyctomys sumichrasti (Midden-Amerikaanse vesperrat)

  - Geslacht Otonyctomys
    - Otonyctomys hatti (yucatanvesperrat)
- Tribus Tylomyini Reig, 1984
  - Geslacht Ototylomys
    - Ototylomys phyllotis (grootoorboomrat)

  - Geslacht Tylomys
    - Tylomys bullaris (chiapaklimrat)
    - Tylomys fulviventer
    - Tylomys mirae
    - Tylomys nudicaudus
    - Tylomys panamensis
    - Tylomys tumbalensis (tumbalaklimrat)
    - Tylomys watsoni